# Arabs Got Talent
Arabs Got Talent (en arabe عربز جوت تالنت) est une émission de téléréalité panarabe qui se déroule à Beyrouth, au Liban, diffusée sur la chaîne saoudite MBC qui a débuté en 2011 et qui s'est poursuivie durant six saisons consécutives.

## Saison 1
La première saison d'Arabs Got Talent s'est déroulée du 14 janvier au 8 avril 2011.
Les jurys de cette saison sont :
- - Amr Adeeb (présentateur).
- - Najwa Karam (chanteuse).
- - Ali Jaber (doyen de l'Université américaine de Dubai (en) (American University in Dubai).

Le vainqueur de cette saison est l’Égyptien Amr Katamech (poésie populaire, comique et burlesque). Est arrivé en deuxième place le Marocain Noureddine Benwaqas (arts plastiques) et en troisième place le Saoudien Ahmad Elbayed (magie, illusionnisme).

## Saison 2
La deuxième saison d'Arabs Got Talent s'est déroulée du 6 avril au 29 juin 2012.
Les jurés de cette saison Sont:
- - Nasser Al Qasabi (acteur).
- - Najwa Karam (chanteuse).
- - Ali Jaber (doyen de l'Université américaine de Dubai (en) (American University in Dubai).

Le vainqueur de cette saison est l’équipe saoudienne Khawater El Zalam (performances dans l'obscurité), puis en deuxième place l’Algérienne Dalia Chih (chant occidental) et en troisième place l'Émirati Shama Hamdan (chanter et jouer de la guitare).

## Saison 3
La troisième saison d'Arabs Got Talent se déroule de septembre à décembre 2013.
Dans cette saison, le jury se compose de quatre jurés. Le candidat doit avoir au moins trois « oui » pour passer aux demi-finales. S'il y a une égalité des voix (2 oui et 2 non), le candidat ne sera pas retenu.
Les jurés de cette saison sont :
- - Nasser Al Qasabi (acteur).
- - Najwa Karam (chanteuse).
- - Ali Jaber (doyen de l'Université américaine de Dubai (en) (American University in Dubai).
- - Ahmed Helmy (acteur).

Le vainqueur de cette saison est le groupe syrien Sima group, suivi de l'Américaine Jennifer Grout
et du Palestinien Mohammad Diri.

## Saison 4
La quatrième saison d'Arabs Got Talent se déroule de décembre 2014 à mars 2015.
Le vainqueur de cette saison est la Marocaine (née en France) Salah Benlemqawanssa (en) (connue également sous le nom de Salah the Entertainer).

## Saison 5
La cinquième saison d'Arabs Got Talent se déroule de mars à mai 2017.
Le vainqueur de cette saison est la chanteuse américaine et jordanienne Emanne Beasha.

## Saison 6
La sixième saison d'Arabs Got Talent se déroule de février à avril 2019.
Le vainqueur de cette saison est la chanteuse marocaine Soukaina fahsi .

## Présentateurs et juges
Légende :  Ancien  Actuel
| Présentateurs    | Saison 1 | Saison 2 | Saison 3 | Saison 4 | Saison 5 | Saison 6 |
| ---------------- | -------- | -------- | -------- | -------- | -------- | -------- |
| Raya Abirached   |          |          |          |          |          |          |
| Qusai            |          |          |          |          |          |          |
| Juges            | Saison 1 | Saison 2 | Saison 3 | Saison 4 | Saison 5 | Saison 6 |
| Ali Jaber        |          |          |          |          |          |          |
| Najwa Karam      |          |          |          |          |          |          |
| Ahmed Helmy      |          |          |          |          |          |          |
| Nasser Al Qasabi |          |          |          |          |          |          |
| Amr Adeeb        |          |          |          |          |          |          |

## Aperçu sur les saisons passées
| Saison | Première          | Final           | Vainqueur              | Deuxième            | Troisième          | Chaîne | Prix |
| ------ | ----------------- | --------------- | ---------------------- | ------------------- | ------------------ | ------ | --- |
| 1      | 14 janvier 2011   | 14 avril 2011   | Amr Katamesh           | Noureddine Benwaqas | Ahmad Elbayed      | MBC 1  | Chevrolet Camaro 2011 avec 500 000 riyals saoudiens                                                                                              |
| 2      | 6 avril 2012      | 20 juin 2012    | Khawater El Zalam      | Shama Hamdan        | Dalia Chihe        | MBC 1  | Chevrolet Camaro 2012 avec 500 000 riyals saoudiens                                                                                              |
| 3      | 14 septembre 2013 | 7 décembre 2013 | Sima group             | Jennifer Grout      | Mohammad Diri      | MBC 1  | Chrysler 300 C avec 500 000 riyals saoudiens |
| 4      | 19 décembre 2014  | 7 mars 2015     | Salah Entertainer (en) | Yasmina             | Marawa The Amazing | MBC 1  | Chrysler 300 C 2015 avec 500 000 riyals saoudiens, voyage par 7 Up à Londres pour assister à la Britain's Got Talent et rencontrer Simon Cowell. |
| 5      | 11 mars 2017      | 20 mai 2017     | Emanne Beasha          |                     |                    | MBC 1  | 200 000 riyals saoudiens, voyage par La vache qui rit à Kuala Lumpur.                                                                            |
| 6      | 16 février 2019   | 27 avril 2019   | Mayyas Equipe          |                     |                    | MBC 1  | Chevrolet Blazer 2019 avec 200 000 riyals saoudiens.                                                                                             |

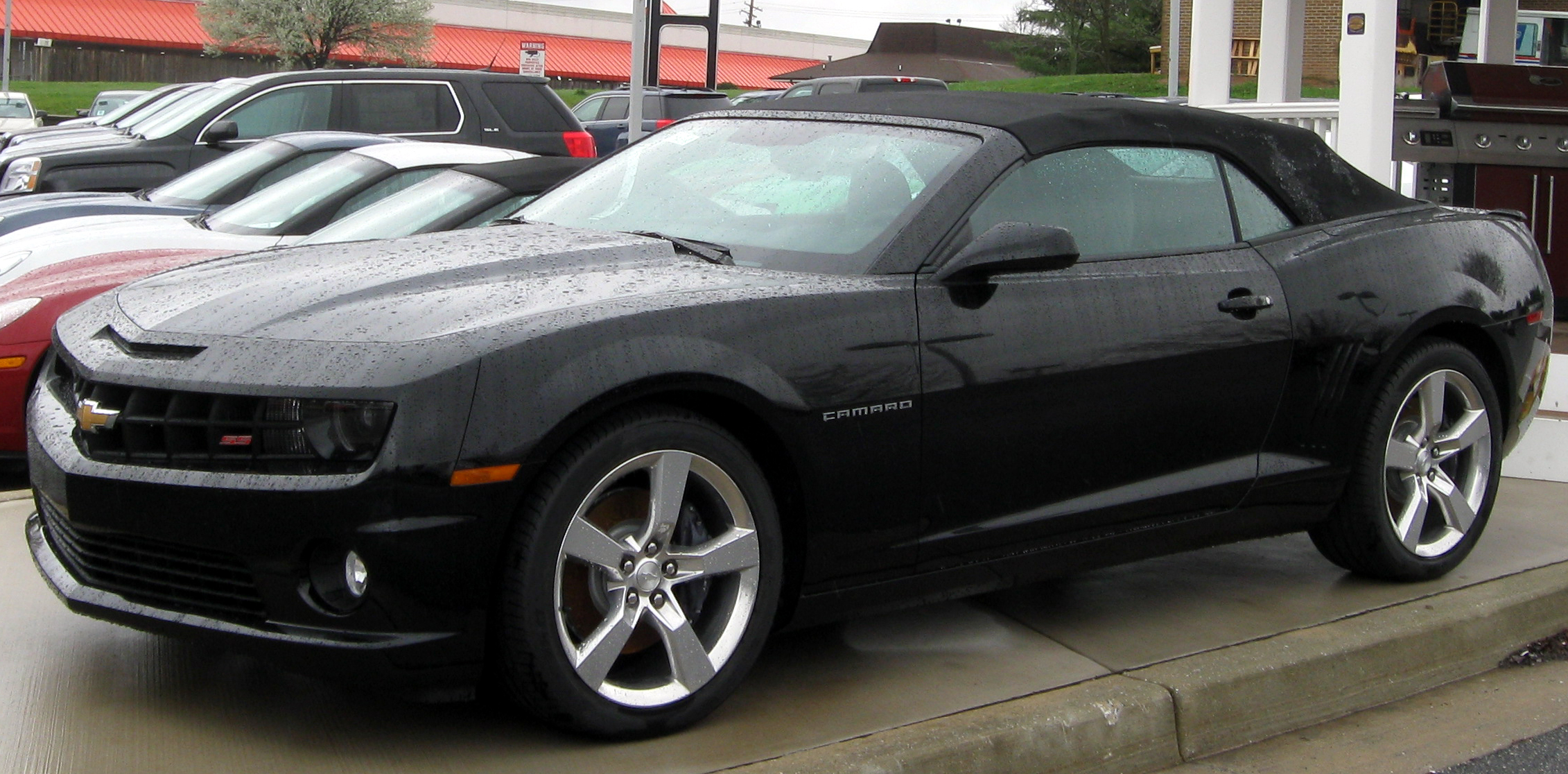
Chevrolet Camaro 2011, prix de la première saison.
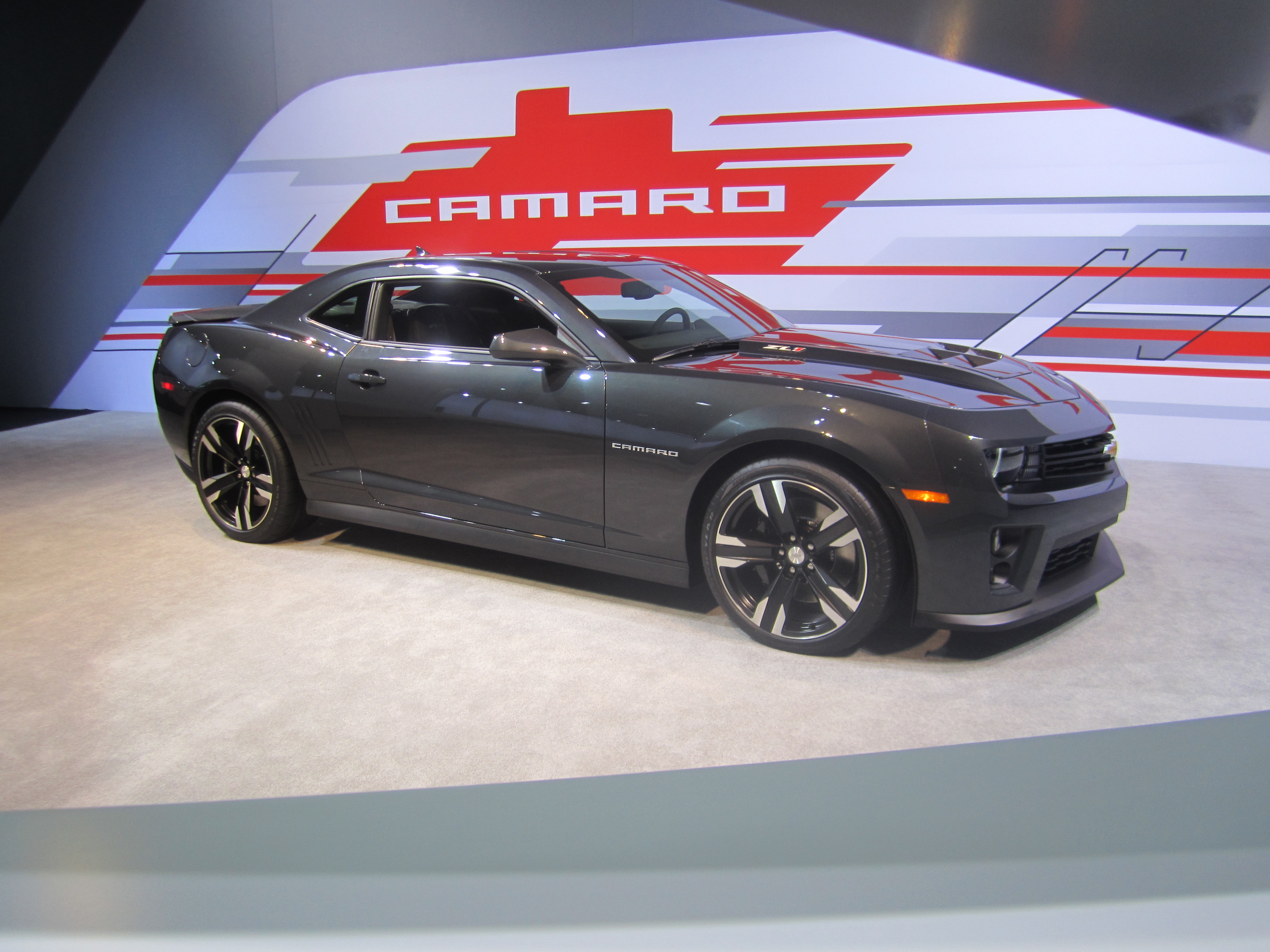
Chevrolet Camaro 2012, prix de la deuxième saison.
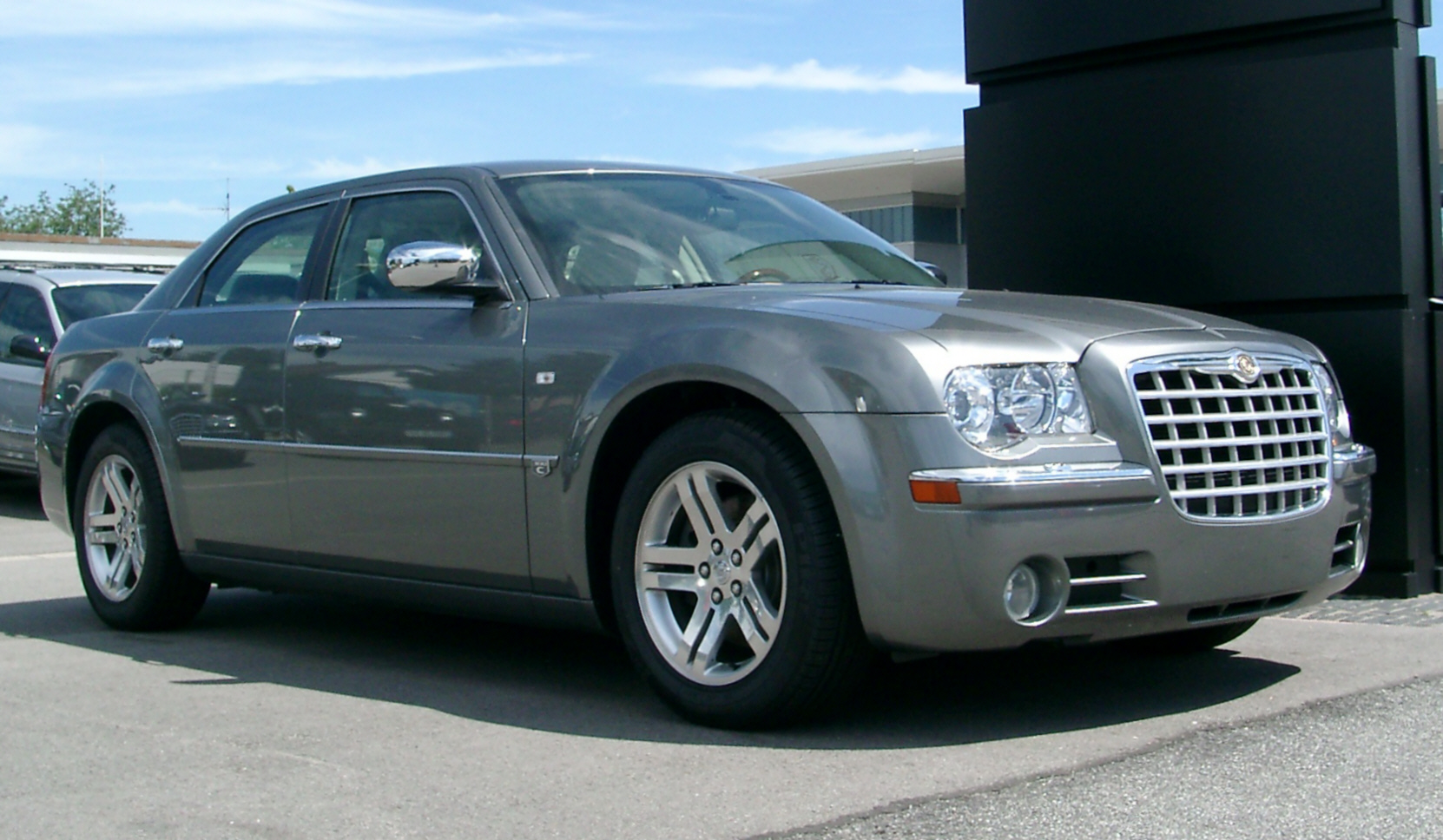
Chrysler 300 C, prix de la troisième saison.